# Belgium az 1948. évi téli olimpiai játékokon
Belgium a svájci St. Moritzban megrendezett 1948. évi téli olimpiai játékok egyik részt vevő nemzete volt. Az országot az olimpián 4 sportágban 11 sportoló képviselte, akik összesen 2 érmet szereztek.

## Érmesek
| Érem  | Versenyző                                                     | Sportág     | Versenyszám  |
| ----- | ------------------------------------------------------------- | ----------- | ------------ |
| Arany | Micheline Lannoy Pierre Baugniet                              | Műkorcsolya | Páros        |
| Ezüst | Max Houben Freddy Mansveld Louis-Georges Niels Jacques Mouvet | Bob         | Férfi négyes |

## Alpesisí
Férfi
| Versenyző               | Versenyszám | Eredmény | Helyezés |
| ----------------------- | ----------- | -------- | -------- |
| Philippe, Count d'Ursel | Lesiklás    | 3:51,0   | 70.      |
| Michel Feron            | Lesiklás    | 3:34,3   | 50.      |

| Versenyző               | Versenyszám | Lesiklás | Lesiklás | Lesiklás | Műlesiklás | Műlesiklás | Műlesiklás | Műlesiklás | Műlesiklás | Műlesiklás | Műlesiklás | Összesítés | Összesítés |
| Versenyző               | Versenyszám | Lesiklás | Lesiklás | Lesiklás | 1. futam   | 1. futam   | 2. futam   | 2. futam   | Össz.      | Össz.      | Össz.      | Összesítés | Összesítés |
| Versenyző               | Versenyszám | Idő      | Pont     | Hely.    | Idő        | Hely.      | Idő        | Hely.      | Idő        | Pont       | Hely.      | Pont       | Helyezés   |
| ----------------------- | ----------- | -------- | -------- | -------- | ---------- | ---------- | ---------- | ---------- | ---------- | ---------- | ---------- | ---------- | ---------- |
| Philippe, Count d'Ursel | Összetett   | 3:51,0   | 30,90    | 54.      | 1:31,4     | 35.        | 1:15,8     | 30.*       | 2:47,2     | 14,24      | 34.        | 45,14      | 39.        |
| Michel Feron            | Összetett   | 3:34,3   | 21,85    | 36.      | 1:43,0     | 52.        | 1:27,8     | 58.        | 3:10,8     | 24,67      | 54.        | 46,52      | 42.*       |

* - egy másik versenyzővel azonos eredményt ért el

## Bob
| Versenyző                                                     | Versenyszám | 1. futam | 1. futam | 2. futam | 2. futam | 3. futam | 3. futam | 4. futam | 4. futam | Összesítés | Összesítés |
| Versenyző                                                     | Versenyszám | Idő      | Hely.    | Idő      | Hely.    | Idő      | Hely.    | Idő      | Hely.    | Idő        | Helyezés   |
| ------------------------------------------------------------- | ----------- | -------- | -------- | -------- | -------- | -------- | -------- | -------- | -------- | ---------- | ---------- |
| Max Houben Jacques Mouvet                                     | Kettes      | 1:24,4   | 3.       | 1:24,4   | 4.*      | 1:24,5   | 10.      | 1:24,2   | 6.*      | 5:37,5     | 4.         |
| Marcel Leclef Louis-Georges Niels                             | Kettes      | 1:26,8   | 12.      | 1:24,9   | 7.       | 1:23,6   | 4.       | 1:24,5   | 9.       | 5:39,8     | 10.        |
| Max Houben Freddy Mansveld Louis-Georges Niels Jacques Mouvet | Négyes      | 1:17,3   | 3.*      | 1:20,9   | 6.*      | 1:22,0   | 5.       | 1:21,1   | 1.       | 5:21,3     |            |

* - egy másik csapattal azonos eredményt ért el

## Gyorskorcsolya
| Versenyző          | Versenyszám | Eredmény | Helyezés |
| ------------------ | ----------- | -------- | -------- |
| Pierre Huylebroeck | 500 m       | 48,3     | 40.      |
| Pierre Huylebroeck | 1500 m      | 2:40,2   | 45.      |
| Pierre Huylebroeck | 5000 m      | 9:20,3   | 30.      |
| Pierre Huylebroeck | 10 000 m    | 19:54,8  | 12.      |

## Műkorcsolya
| Versenyző                        | Versenyszám  | Kötelező elemek   | Kötelező elemek | Kűr               | Kűr   | Összesítés                     | Összesítés                     | Összesítés                     | Összesítés                     | Összesítés                     | Összesítés                     | Összesítés                     | Összesítés                     | Összesítés                     | Összesítés                     | Összesítés                     | Összesítés        | Összesítés  | Összesítés | Összesítés |
| Versenyző                        | Versenyszám  | Kötelező elemek   | Kötelező elemek | Kűr               | Kűr   | Helyezési pontszámok bírónként | Helyezési pontszámok bírónként | Helyezési pontszámok bírónként | Helyezési pontszámok bírónként | Helyezési pontszámok bírónként | Helyezési pontszámok bírónként | Helyezési pontszámok bírónként | Helyezési pontszámok bírónként | Helyezési pontszámok bírónként | Helyezési pontszámok bírónként | Helyezési pontszámok bírónként | Több. hely. száma | Hely. össz. | Pont       | Helyezés   |
| Versenyző                        | Versenyszám  | Több. hely. száma | Hely.           | Több. hely. száma | Hely. | 1                              | 2                              | 3                              | 4                              | 5                              | 6                              | 7                              | 8                              | 9                              | 10                             | 11                             | Több. hely. száma | Hely. össz. | Pont       | Helyezés   |
| -------------------------------- | ------------ | ----------------- | --------------- | ----------------- | ----- | ------------------------------ | ------------------------------ | ------------------------------ | ------------------------------ | ------------------------------ | ------------------------------ | ------------------------------ | ------------------------------ | ------------------------------ | ------------------------------ | ------------------------------ | ----------------- | ----------- | ---------- | ---------- |
| Fernand Leemans                  | Férfi egyéni | 5×11+             | 11.             | 5×12+             | 13.   | 14,0                           | 11,0                           | 11,0                           | 13,0                           | 11,0                           | 7,0                            | 13,0                           | 12,0                           | 12,0                           |                                |                                | 6×12+             | 104,0       | 1420,4     | 11.        |
| Micheline Lannoy Pierre Baugniet | Páros        |                   |                 |                   |       | 1,0                            | 2,0                            | 2,5                            | 1,0                            | 1,5                            | 1,0                            | 1,0                            | 1,0                            | 4,5                            | 1,0                            | 1,0                            | 7×1+              | 17,5        | 123,5      |            |